# Salvatore Cusimano
Salvatore Cusimano (Santa Flavia, 20 marzo 1954) è un giornalista italiano Ex Direttore della Sede siciliana della Rai.

## Biografia
Giornalista professionista dal 1987. È stato vincitore della borsa di studio promossa dall'azienda radiotelevisiva pubblica per la formazione di nuove leve di giornalisti nel 1980. Ha svolto un intenso anno di stage presso le testate della Rai (Tgr Piemonte,Gr3,Gr1,Tg1 e Tgr della Sicilia). Ha svolto anche la sua attività al Giornale di Sicilia, da metà del 1983 all'inizio del 1986, per tornare definitivamente alla Rai nell'aprile del 1986 presso la redazione di Catania. L'anno successivo è stato trasferito a Palermo. È stato inviato speciale. Corrispondente delle principali testate della Rai e del Tg1 in particolare per più di dieci anni. Si è occupato prevalentemente di cronaca nera e giudiziaria seguendo i più gravi fatti di cronaca che hanno segnato la storia della Sicilia, dal maxiprocesso alla stagione delle stragi del '92, fino al processo Andreotti. Sua la diretta per il Tg1 con le prime immagini trasmesse dalla Rai sull'eccidio di Capaci.
È stato anche responsabile del settimanale internazionale Mediterraneo, co-prodotto da Rai, France 3 e Tv svizzera italiana. 
Nel 2000 è stato nominato caporedattore della TGR Sicilia, responsabile del telegiornale regionale. 
Nel 2003 ha assunto la guida, come caporedattore centrale, della redazione Raimed Mediterraneo. 
Nel 2006 è stato nominato direttore della sede siciliana della Rai, incarico che ha mantenuto fino al 2021. 
Nel corso della sua carriera ha ricevuto numerosi e prestigiosi riconoscimenti. 
Nel 1986 ha vinto il premio nazionale per l'inchiesta Mafia in corsia, messa in onda da TG2 Dossier. 
Negli anni successivi riceve vari riconoscimenti da enti e associazioni, fra i quali in particolare quelli della Fondazione “Gaetano Costa” , intitolata al procuratore della Repubblica di Palermo ucciso dalla mafia il 6 agosto del 1980. 
Nel 1997 ha vinto il premio internazionale indetto dall'Associazione europea delle televisioni mediterranee per un documentario realizzato sulla Turchia, Le sofferenze di Istanbul , e sugli intrecci fra criminalità organizzata, politica e terrorismo. 
Nel 1998 riceve il Premio nazionale dalla Regione Calabria per il complesso dell'attività giornalistica svolta e in particolare per la denuncia del fenomeno mafioso e delle sue collusioni politiche e istituzionali. 
Tra i tanti riconoscimenti anche uno della Presidenza della Repubblica per una serie di reportage realizzati nella Valle del Belice in occasione dell'anniversario del tragico terremoto del 1968.
Insieme a Gian Mauro Costa ha pubblicato nel 2010 per la ERI il volume L'isola in onda, storia della Rai siciliana, raccontata attraverso le testimonianze di molti dei suoi protagonisti. 
Sotto la sua direzione Rai Sicilia ha completato la digitalizzazione di tutti i materiali della ex struttura dei programmi oggi disponibili sul sito www.siciliainonda.rai.it. Inoltre ha inaugurato l'Auditorium, uno spazio aperto agli eventi culturali che ogni fine settimana, da ottobre a giugno, ospita presentazioni di libri e concerti.
Fra gli altri progetti realizzati durante la direzione di sede, un ciclo di web doc , documentari per la rete, sui seguenti argomenti: La Sicilia come set,(sul ruolo indissolubile dell'isola con il cinema, dai grandi classici fino alle recenti fiction), Le bombe su Palermo (dedicato al 70º anniversario dello sbarco degli alleati nell'isola),Il Presidente (in cui viene ricostruita con interviste inedite e immagini di repertorio la vita di Piersanti Mattarella, presidente della regione ucciso dalla mafia il 6 gennaio del 1980), L'Autonomia difficile (sull'attualità dello Statuto autonomistico).I web doc sono stati editati con un software innovativo che consente di approfondire il racconto lineare con innesti di approfondimenti, in un processo di aggiornamento senza fine. 
Nel 2015 ha realizzato il documentario Nella terra degli infedeli, sulla figura e l'opera dei giudici Falcone e Borsellino e sul metodo di indagine che si è rivelato centrale per la lotta alla mafia. Il documentario, della durata di 50', è stato trasmesso in prima serata da Rai Scuola il 23 maggio e l'indomani da Raitre.
Da cinque anni coordina e conduce su Radio Uno,in diffusione regionale, la trasmissione di attualità Mediterradio, coprodotta con Rai Sardegna, con la radio pubblica della Corsica, e con la radio di Malta. È responsabile anche della trasmissione Musica med , realizzata presso la sede di Palermo,con la collaborazione delle radio di Spagna, Corsica, Algeria, Tunisia, Marocco, e della trasmissione Isola Bella, dedicata ai temi dell'agricoltura, del turismo e dei beni culturali. Nel 2018 ha ideato una terza trasmissione "Auditorium" sulle attività culturali e musicali siciliane.
Sotto la sua direzione la sede siciliana della Rai è stata fra le prime a completare il passaggio al digitale delle infrastrutture produttive. 
Per molti anni ha insegnato all'università con corsi su Teoria e tecnica del linguaggio radiotelevisivo e Storia del giornalismo.
Intensa la sua attività di promozione della legalità attraverso la partecipazione a convegni e a incontri nelle scuole. È stato tutor nei corsi di formazione e aggiornamento per i magistrati della Scuola superiore della magistratura di Scandicci per quanto attiene ai temi del contrasto alla criminalità organizzata. Collabora al blog "MAFIE" di Repubblica.it e suoi scritti sono ospitati nei volumi  "La mafia dopo le stragi" e "Imperi criminali" curati da Attilio Bolzoni e pubblicati da MELAMPO. Ha coordinato la digitalizzazione e la documentazione del primo storico processo alla mafia che è servito per la realizzazione della Docufiction in sei puntate  "MAXI", prodotta da Rai Storia e trasmessa nell'autunno del 2018 anche su Raiplay.rai.it con lusinghieri risultati. È stato tra i cronisti del processo utilizzati come testimoni per la stesura della sceneggiatura. È stato uno dei testimoni anche del documentario in due puntate "Corleone" firmato dal regista Mosco Levi Boucault e trasmesso ad agosto del 2019 dalla Tv franco-tedesca Artè e il 5 gennaio 2022 su La7 nel programma di Massimo Giletti, con uno straordinario successo di ascolti e di consensi. Inoltre è stato  la voce narrante nel documentario realizzato da Rai Scuola in occasione del trentesimo anniversario della strage di Capaci "La gente fa il tifo per noi" e uno degli esperti intervistati nel film di artè" Il était une fois... "Le traître" di Olivia Mokiejewski. Il 9 maggio del 2022 per iniziativa degli editori Giorgio e Mario Palumbo, editori scolastici che hanno a cuore da sempre i temi dell'educazione alla legalità, Cusimano ha realizzato "I semi del '92", un reportage che indaga sulla strategia politico criminale del 1992 -1993 , sui responsabili ancora sconosciuti delle stragi e si interroga anche su cosa ha generato la stagione di dolore vissuta dagli italiani dopo il 23 maggio e ha trovato soprattutto nelle zone più povere della città di Palermo, dove le parole mafia e legalità sono ancora impronunziabili, alcuni segni di cambiamento che si devono ai tanti volontari, soprattutto donne, che si sono sbracciati e hanno cominciato una capillare lotta per affermare il valore dei diritti sulla violenza. Il documentario si può vedere sul sito www.palumboeditore.it